# 合武高速铁路
合武高速铁路，即沪渝蓉高速铁路合肥至武汉段或沿江高铁合肥至武汉段，位于中华人民共和国位于安徽、湖北省境内，线路东起合肥南站，途经安徽省六安市、金寨县及湖北省麻城市、红安县，终至武汉。

## 概况
合武高速铁路即沪渝蓉高铁合肥至武汉段，是沪渝蓉高速铁路的重要组成部分，正线全长360.517公里，其中新建正线330.117公里，利用既有沪汉蓉快速客运通道30.4公里。新建桥梁74座208.928公里，隧道17座73.651公里，桥隧比88.11%。正线总工期约4年，此次工程还另外包含合肥枢纽直通线，工期约五年。
其中安徽段正线长度197.1公里，新建线路166.7公里；湖北段新建线路164.4公里。安徽省境内新建3座车站，分别为六安北站、金寨东站、南溪站，利用既有合肥南站、长安集站。湖北省境内新建2座车站，分别为武汉天河站、长江新区站，改扩建既有红安西站、麻城北站。
合武高铁主要经过合肥市肥西县、肥东县、长丰县、蜀山区及六安市裕安区、金安区、叶集区、金寨县。向东与合福、合宿、合安九客运专线衔接，向西与汉宜、汉十、京广高铁衔接。正线自芦港线路所与汉宜高速铁路（沪渝蓉高铁武汉至宜昌段）贯通。

## 历史
2013年9月，中华人民共和国国务院发布《长江经济带综合立体交通走廊规划（2014－2020年）》，提出规划建设上海至南京、合肥、武汉、重庆至成都的沿江高速铁路。
2014年9月25日，《国务院关于依托黄金水道推动长江经济带发展的指导意见》发布，指出将建设上海经南京、合肥、武汉、重庆至成都的沿江高速铁路通道。
2018年7月17日，推动长江经济带发展领导小组发布《推动长江经济带沿江高铁通道建设实施方案》，正式规划沿江高铁通道，合武高速铁路作为关键区段列入八纵八横高速铁路主通道。
2020年12月20日，负责推进沿江通道建设并管辖相关线路的长江沿岸铁路集团股份有限公司在武汉成立，合武高速铁路作为沪渝蓉高铁武汉至宜昌段被纳入沪渝蓉高速铁路大通道。12月22日至25日，沪渝蓉高铁合肥至武汉段可行性研究评审会在合肥召开。
2021年2月26日，中国国家铁路集团在武汉召开沪渝蓉高铁合武段可行性研究鉴修审查会。同年8月18至19日，国铁集团鉴定中心再次以视频会议形式组织召开本段可研鉴修审查会。8月26日，沪渝蓉高铁合武段环境影响评价第一次公示。
2023年5月，国家发改委批复合肥至武汉段可行性研究报告。5月23日，合武高铁湖北段举行开工动员大会。8月22日，合武高铁环境影响报告书公示。
2024年1月2日，合武高铁开工建设。